# Michael Byrne (Schauspieler)
Michael Byrne (* 7. November 1943 in London) ist ein britischer Filmschauspieler.

## Leben und Wirken
Byrne steht seit den 1970er-Jahren regelmäßig für Film und Fernsehen vor der Kamera, wobei er im Laufe seiner Filmografie häufig auf gebieterische Figuren wie Offiziere, Kommissare, Richter oder Aristokraten besetzt wurde. Gleich mehrfach übernahm er Rollen als Nationalsozialist, so mimte er unter anderem den brutalen SS-Offizier Ernst Vogel in Indiana Jones und der letzte Kreuzzug. Auch in vielen anderen Filmproduktionen war er als Nebendarsteller zu sehen, so beispielsweise in Der Schrecken der Medusa, The Saint – Der Mann ohne Namen, Der Anschlag und den Kriegsfilmen Der Adler ist gelandet und Die Brücke von Arnheim. In der Fernsehfilm-Reihe Die Scharfschützen spielte er an der Seite von Sean Bean dreimal die Rolle des Major Nairn. In der Fernsehserie Coronation Street verkörperte er den lange verschollenen Vater der Gail Platt. 2010 hatte er in Harry Potter und die Heiligtümer des Todes – Teil 1 einen kurzen Auftritt als gealterter Gellert Grindelwald.
Sein Schaffen als Schauspieler umfasst insgesamt über 160 Film- und Fernsehproduktionen (Stand: November 2021).

## Filmografie (Auswahl)
- 1962: The Ghost Sonata (Fernsehfilm)
- 1963: Die scharlachrote Klinge (The Scarlet Blade)
- 1963: Unheimlicher Spielplatz (The Silent Playground)
- 1972: Heinrich VIII. und seine sechs Frauen (The Six Wives of Henry VIII)
- 1974: Vampyres
- 1974: Butley
- 1975: Edward VII. (Edward the Seventh, Miniserie)
- 1975: Die Schande des Regiments (Conduct Unbecoming)
- 1976: Das Omen (The Omen)
- 1976: Der Adler ist gelandet (The Eagle Has Landed)
- 1977: Die Brücke von Arnheim (A Bridge Too Far)
- 1977: Telefon
- 1978: Der Schrecken der Medusa (The Medusa Touch)
- 1978: Der wilde Haufen von Navarone (Force 10 from Navarone)
- 1982: Agent in eigener Sache (Smiley’s People, Miniserie)
- 1983: Im Wendekreis des Kreuzes (The Scarlet and the Black, Fernsehfilm)
- 1984: Straße der Freiheit (Ellis Island, Miniserie)
- 1985: Good Father – Die Liebe eines Vaters (The Good Father)
- 1988: Buster
- 1989: Indiana Jones und der letzte Kreuzzug (Indiana Jones and the Last Crusade)
- 1990: Stauffenberg – Verschwörung gegen Hitler (The Plot to Kill Hitler, Fernsehfilm)
- 1991: Mörderische Entscheidung (Fernsehfilm)
- 1993: Die Scharfschützen (Sharpe, Fernsehfilm-Reihe, 3 Folgen)
- 1993–1994: Undercover! – Ermittler zwischen den Fronten (Between the Lines, Fernsehserie, 3 Folgen)
- 1994: Nostradamus
- 1995: Braveheart
- 1995: Im Auftrag des Teufels (Devil’s Advocate, Fernsehfilm)
- 1997: The Saint – Der Mann ohne Namen (The Saint)
- 1997: James Bond 007 – Der Morgen stirbt nie (Tomorrow Never Dies)
- 1997: Die Insel in der Vogelstraße (The Island on Bird Street)
- 1998: Hornblower: Die gleiche Chance (Hornblower: The Even Chance, Fernsehfilm)
- 1998: Gunshy – Aus Leidenschaft zum Mörder (Gunshy)
- 1998: Der Musterschüler (Apt Pupil)
- 1998: Time Out – Richter der Zeit (Nightworld: 30 Years to Life, Fernsehfilm)
- 2000: Battlefield Earth – Kampf um die Erde (Battlefield Earth)
- 2000: Lebenszeichen – Proof of Life (Proof of Life)
- 2001: Die Nebel von Avalon (The Mists of Avalon, Miniserie)
- 2001: The Musketeer
- 2002: Der Anschlag (The Sum of All Fears)
- 2002: Gangs of New York
- 2004: Die Rückkehr des Tanzlehrers (Fernsehfilm)
- 2004: Waking the Dead – Im Auftrag der Toten (Waking the Dead, Fernsehserie, 2 Folgen)
- 2004: Beyond the Sea – Musik war sein Leben (Beyond the Sea)
- 2005: Empire (Miniserie, 3 Folgen)
- 2007: Scars of War – Kriegsnarben sind tief (The Mark of Cain)
- 2007: Silent Witness (Fernsehserie, 2 Folgen)
- 2008–2010: Coronation Street (Fernsehserie, 73 Folgen)
- 2009: Blood – The Last Vampire
- 2010: Harry Potter und die Heiligtümer des Todes – Teil 1 (Harry Potter and the Deathly Hallows: Part 1)
- 2012: Outpost 2: Black Sun
- 2012: Quartett (Quartet)
- 2012–2015: Casualty (Fernsehserie, 7 Folgen)
- 2013: Diana
- 2014: Promachos – Die Vorkämpfer (Promakhos)
- 2014: Borgia (Fernsehserie, 4 Folgen)
- 2015: Mortdecai – Der Teilzeitgauner (Mortdecai)
- 2015: Kommissar Wallander: Der Feind im Schatten (Wallander: The Troubled Man, Fernsehreihe)
- 2016: Agatha Raisin (Fernsehserie, Folge 1x02)
- 2018: Inspector Barnaby (Midsomer Murders, Fernsehserie, Folge Mord nach altem Rezept)
- 2018: Intrigo – Tod eines Autors (Intrigo: Death of an Author)
- 2022: Strike (Fernsehserie, 2 Folgen)
- 2023: Bodies (Miniserie, 3 Folgen)